# Giftgasangriff auf Sardascht

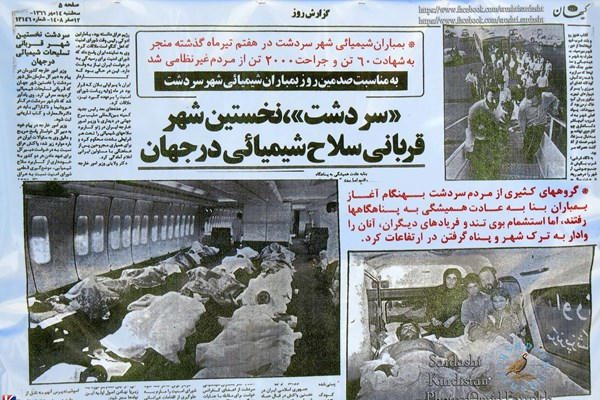

Der Giftgasangriff auf Sardascht am 28. Juni 1987 war der erste große Angriff des Irak mit Chemiewaffen auf eine iranische Stadt während des Ersten Golfkriegs. Der Angriff wurde erst infolge des Giftgasangriffs auf Halabdscha der Weltöffentlichkeit bekannt.

## Vorgeschichte
Am 13. April 1987 starteten die kurdischen Rebellen der Patriotischen Union Kurdistans zusammen mit regulären Einheiten der iranischen Armee in der Operation „Kerbala 9“, Angriffe gegen strategische Punkte der irakischen Armee im Gebiet um Sulaimaniyya. Zwei Tage später antwortete die irakische Luftwaffe mit Giftgasangriffen auf 20 kurdische Dörfer, so auch am 15. April 1987 um 19:00 Uhr gegenüber der iranischen Stadt Sardascht (international auch Sardasht) mit 12.000 Einwohnern. Dabei wurden in Sardascht 60 Menschen verletzt. Am 27. Juni 1987 wurde bei der Operation „Kerbala 10“ die irakische Stadt Qalat Dizah von kurdischen Rebellen angegriffen.

## Angriff

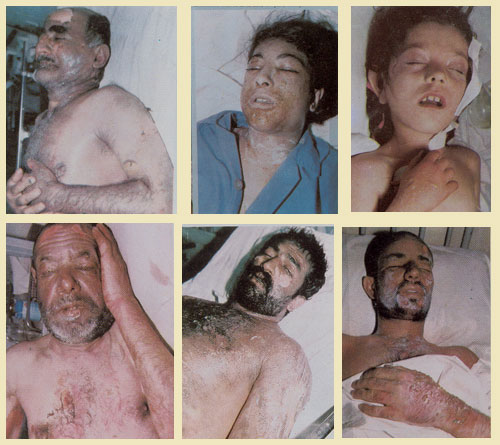
Opfer des Giftgasangriffs auf Sardascht

Am 28. Juni 1987 um 16:04 Uhr wurden unter dem damals noch vom Westen unterstützten Saddam Hussein von der irakischen Luftwaffe in zwei Angriffsflügen vier 250-kg-Bomben mit Senfgas über der iranischen Stadt Sardascht abgeworfen. Durch das die Haut, die Augen, den Verdauungstrakt, die Schleimhäute und die Atemwege verätzende Giftgas starben im Laufe der Jahre über 100 Iraner. Der Irak soll dem Iran zuvor im Radio gedroht haben: „Ihr werdet nicht mehr atmen können“.
Erste Meldungen sprachen von 10 Getöteten und 650 Verletzten. Die Zahl der Getöteten stieg innerhalb von 24 Stunden auf 12, nach einer Woche auf 35 und nach einem Monat waren 60 Getötete und 2000 Verletzte zu beklagen. Ausländische Journalisten wurden am 29. Juli nach Sardascht gebracht, um darüber zu berichten. Einige Verletzte wurden zur Behandlung nach Brüssel, Madrid, Rom und Wien geflogen; der UN liegen Bilder vor.
Selbst nach dem Giftgasangriff vom 28. Juni 1987 wurde Sardascht am 11. Januar 1988 mit chemischer Artilleriemunition beschossen, am 28. März 1988 waren Vororte von Sardascht betroffen.

## Medizinische Studien
Im Abstand von mehr als 20 Jahren wurden die Langzeitfolgen der Wirkung von Senfgas in zwei Studien mit Giftgasopfern von Sardascht untersucht. Insgesamt 500 Senfgasopfer, davon 372 Giftgasopfer von Sardascht, wurden mit einer nicht betroffenen Kontrollgruppe verglichen, um Erkenntnisse zur Diagnose, Behandlung und Prävention bezüglich der Spätfolgen der Senfgas-Exposition zu gewinnen. Eine andere Studie untersuchte den Gesundheitszustand von 260 durch Senfgas versehrten Kriegsveteranen aus Sardascht.